# Fernando Viana (político)
Fernando Ribamar Viana (São José de Ribamar, 31 de outubro de 1904 - São Luís, 14 de setembro de 1983) foi um médico, político e poeta maranhense.

## Biografia
Fernando Ribamar Viana  nascera em 31 de outubro de 1904 na então vila de Ribamar, atualmente o município de São José de Ribamar, sendo filho de Manuel Ferreira Viana e Ana Lobato Viana (sendo descendente de Raimundo Filipe Lobato).  Bacharelou-se em Medicina pela Faculdade de Medicina da Bahia em 1934, retornando posteriormente a São Luís. Foi Médico Clínico do Ministério da Fazenda em 1939, além disso, exercera a clínica em São Luís até o ano de 1955, ano em que se aposentou do Serviço Público.
Além da prática médica, fora contabilista da Contadoria Geral da República, além da contadoria seccional da Empresa Brasileira de Correios e Telégrafos no estado da Bahia, e na Ferrovia São Luís–Teresina. 
Casara-se com Maria de Lourdes Bacelar Viana, comm quem tivera dois filhos: Waldemiro Viana e Bacelar Viana, ambos escritores.
Em 19 de janeiro de 1947 fora eleito Deputado Estadual pelo PSD, pelo Estado do Maranhão. 
Fora eleito e 21 de janeiro de 1946 para a Cadeira de n.º 2 da Academia Maranhense de Letras, sucedendo Domingos Barbosa. Fora recpecionado em 01 de maio de 1946 pelo poeta Manoel Sobrinho. 

## Obras
- Folhas Soltas (1945)
- Bocage – uma vítima de sua época (1953)